# L'Oranger jasmin
 (février 2024).
Si vous disposez d'ouvrages ou d'articles de référence ou si vous connaissez des sites web de qualité traitant du thème abordé ici, merci de compléter l'article en donnant les références utiles à sa vérifiabilité et en les liant à la section « Notes et références ».
Albums de Jay Chou
Ye Hui Mei
(2003) November's Chopin
(2005)
Common Jasmin Orange (chinois : 七里香; pinyin : Qīlǐxiāng) est le cinquième album de l'artiste taïwanais Jay Chou. Il est sorti le 3 février 2004.
Selon les records Guiness, il s'agit de l'album le plus vendu en Chine du 21e siècle et 43e au rang mondial selon IFPI. À Taïwan, l'album vend plus de 320 000 d'exemplaires.

## Liste des titres
| 1.    | My Territory (我的地盤 - Wo De Di Pan)               | 4:00 |
| 2.    | Common Jasmin Orange (七里香 - Qi Li Xiang)          | 4:55 |
| 3.    | Excuse (藉口 - Jie Kou)                              | 4:16 |
| 4.    | Grandma (外婆 - Wai Po)                              | 4:00 |
| 5.    | General (將軍 - Jiang Jun)                           | 3:20 |
| 6.    | Stranded (擱淺 - Ge Qian)                            | 3:56 |
| 7.    | Chaotic Dance (亂舞春秋 - Luan Wu Chun Qiu)          | 4:36 |
| 8.    | Duel Of Trapped Beasts (困獸之鬥 - Kun Shou Zhi Dou) | 4:25 |
| 9.    | Fun Fair (園遊會 - Yuan You Hui)                     | 4:11 |
| 10.   | Wounds of War (止戰之殤 - Zhi Zhan Zhi Shang)        | 4:34 |
| 42:30 |                                                      |      |